# Krzysztof Motacki
Krzysztof Motacki (ur. 2 listopada 1961 w Przasnyszu) – generał dywizji Sił Zbrojnych Rzeczypospolitej Polskiej w stanie spoczynku, doktor nauk społecznych, dowódca Wielonarodowej Dywizji Północny–Wschód.

## Życiorys
Absolwent Wyższej Szkoły Oficerskiej Wojsk Zmechanizowanych we Wrocławiu (1984) oraz Akademii Obrony Narodowej w Warszawie (1994). Ukończył również Podyplomowe Studium Zarządzania i Marketingu na Politechnice Gdańskiej, Podyplomowe Studia Operacyjno–Strategiczne, Podyplomowe Studium Polityki Obronnej w Akademii Obrony Narodowej oraz wiele specjalistycznych kursów w Polsce i za granicą.
Po ukończeniu Wyższej Szkoły Oficerskiej Wojsk Zmechanizowanych pełnił kolejno funkcje dowódcy plutonu, oficera sztabu, dowódcy kompanii i wreszcie zastępcy dowódcy 14 Batalionu Rozpoznawczego w Giżycku, a następnie, w latach 1991–1992, zastępcy komendanta Ośrodka Szkolenia Specjalistów Rozpoznania Ogólnowojskowego. Po ukończeniu Akademii Obrony Narodowej objął stanowisko szefa S2 w 4 Brygadzie Kawalerii Pancernej w Orzyszu. W latach 1995–1996 był oficerem operacyjnym w Polskim Kontyngencie Wojskowym w Libanie.
Po powrocie z Libanu służył na wielu stanowiskach w 15 Brygadzie Zmechanizowanej w Giżycku, m.in. jako szef sztabu – zastępca dowódcy i zastępca dowódcy. W tym czasie generał dywizji Krzysztof Motacki był również zastępcą dowódcy, a następnie dowódcą Polskiego Kontyngentu Wojskowego w Bośni i Hercegowinie (1999–2000) oraz szefem G-7 w Wielonarodowej Dywizji Centrum – Południe w Iraku (2004–2005).
W 2006 roku generał dywizji Krzysztof Motacki został wyznaczony na stanowisko szefa sztabu w 1 Dywizji Zmechanizowanej w Legionowie. W 2007 roku ponownie znalazł się w Iraku jako szef sztabu Wielonarodowej Dywizji Centrum–Południe. Następnie służył na stanowisku szefa oddziału w Dowództwie Wojsk Lądowych w Warszawie.
W latach 2009–2012 dowodził 2 Brygadą Zmechanizowaną w Budowie. W tym czasie był też zastępcą dowódcy ds. koalicji regionu wschodniego w Islamskiej Republice Afganistanu (2010–2011). W latach 2012–2013 był szefem sztabu – zastępcą dowódcy 12 Dywizji Zmechanizowanej w Szczecinie. W latach 2013–2015 generał dywizji Krzysztof Motacki służył w  Zarządzie Planowania Operacyjnego P3 w Sztabie Generalnym jako zastępca szefa zarządu a następnie jako szef zarządu. W latach 2015 – 2017 był szefem Zarządu Planowania Użycia Sił Zbrojnych i Szkolenia P3/P7 w Sztabie Generalnym.
W 2017 roku generał dywizji Krzysztof Motacki został wyznaczony na stanowisko dowódcy Wielonarodowej Dywizji Północny–Wschód w Elblągu. Podczas swojej służby generał Motacki formował już, będąc szefem sztabu 15 Brygady Zmechanizowanej i pełniąc obowiązki jej dowódcy, giżycką brygadę w nowej strukturze, włączając w jej skład pododdziały 4 Brygady Kawalerii Pancernej z Orzysza. W  2015 roku odpowiadał również za sformowanie obecnego Zarządu Planowania Użycia Sił Zbrojnych i  Szkolenia P3/P7 Sztabu Generalnego WP. Doświadczenia te pomogły w tworzeniu Dowództwa Wielonarodowej Dywizji Północny – Wschód. Z końcem czerwca 2017 roku dowództwo osiągnęło Wstępną Gotowość Operacyjną. Kolejne miesiące były przygotowaniami do certyfikacji (CREVAL – Combat Readiness Evaluation), która miała ocenić zdolność dowództwa do realizacji zadań. Przygotowanie i działanie dowództwa oceniała komisja organizowana przez Allied Land Command (LANDCOM) znajdującego się w Izmirze w Turcji. 6 grudnia 2018 roku dowództwo osiągnęło Pełną Gotowość Operacyjną. Tego samego dnia generał brygady Krzysztof Motacki został awansowany na stopień generała dywizji. Z dniem 2 listopada 2021 zakończył zawodową służbę wojskową i przeszedł w stan spoczynku.

## Awanse
- podporucznik – 1984
- porucznik – 1987
- kapitan – 1991
- major – 1996
- podpułkownik – 2000
- pułkownik – 2006
- generał brygady – 2009[10]
- generał dywizji – 2018[11].

## Ordery i odznaczenia
- Złoty Krzyż Zasługi – 2004[12]
- Brązowy Krzyż Zasługi – 2000[13]
- Złoty Medal za Długoletnią Służbę – 2021[14]
- Gwiazda Iraku – 2008
- Gwiazda Afganistanu – 2011
- Złoty Medal „Siły Zbrojne w Służbie Ojczyzny” – 2009
- Srebrny Medal „Siły Zbrojne w Służbie Ojczyzny” – 2004
- Brązowy Medal „Siły Zbrojne w Służbie Ojczyzny” – 1989
- Złoty Medal „Za zasługi dla obronności kraju” – 2004
- Srebrny Medal „Za zasługi dla obronności kraju” – 1997
- Brązowy Medal „Za zasługi dla obronności kraju” – 1990
- Odznaka okolicznościowa „Medal 100-lecia ustanowienia SG WP” – 2018
- Medal Pamiątkowy Wielonarodowej Dywizji Centrum – Południe w Iraku – 2004
- Odznaka „Za Zasługi dla ZKRPiBWP” – 2012
- Medal NATO za udział w misji w Iraku – 2005
- Medal NATO za udział w misji w Bośni i Hercegowinie – 1999
- Medal „W Służbie Pokoju” za udział w misji UNIFIL – 1995
- The Meritorious Service Medal – 2011

## Inne odznaczenia
- Złoty Medal za Zasługi dla Klubów Przyjaciół Szkół i Organizacji Monte Cassino – 2009
- Złoty Krzyż Honorowy Związku Piłsudczyków Rzeczypospolitej Polskiej – 2012
- Medal „60 Lat Udziału Polski w Misjach Poza Granicami Państwa” – 2015
- Medal „W służbie Bogu i Ojczyźnie” – 2018
- Medal Błogosławionego ks. Jerzego Popiełuszki – 2021
- Medal 100-lecia Ewangelickiego Duszpasterstwa Wojskowego „Soli Deo Gloria” – 2021
- The Lithuanian Armed Forces Divisions Medal of Distinction - 2021[14]

## Inne wyróżnienia
- Wpisanie zasług do "Księgi Honorowej Wojska Polskiego" – 2015[15]
- Szabla Honorowa Wojska Polskiego – 2016
- Kordzik Honorowy Sił Zbrojnych RP – 2011
- Odznaka Honorowa Wojsk Lądowych – 2018
- „Buzdygan” Polski Zbrojnej – (2018)[16]